# Empire Awards 2012
La 17ª edizione degli Empire Awards, o 17ª edizione degli Jameson Empire Awards, organizzata dalla rivista cinematografica inglese Empire, si è svolta il 25 marzo 2012 al  Grosvenor House Hotel di Londra, e ha premiato i film usciti nel 2011.
I vincitori e i candidati vengono votati dai lettori della rivista Empire.

## Vincitori e candidati
I candidati sono stati resi noti il 5 marzo 2012, i vincitori sono indicati in grassetto.
 Miglior film 
- Harry Potter e i Doni della Morte - Parte 2 (Harry Potter and the Deathly Hallows - Part 2), regia di David Yates
- Drive, regia di Nicolas Winding Refn
- L'alba del pianeta delle scimmie  (Rise of the Planet of the Apes), regia di Rupert Wyatt
- La talpa (Tinker Tailor Soldier Spy), regia di Tomas Alfredson
- Millennium - Uomini che odiano le donne (The Girl with the Dragon Tattoo), regia di David Fincher

 Miglior film britannico 
- La talpa (Tinker Tailor Soldier Spy), regia di Tomas Alfredson
- Attack the Block - Invasione aliena (Attack the Block), regia di Joe Cornish
- Finalmente maggiorenni (The Inbetweeners Movie), regia di Ben Palmer
- Submarine, regia di Richard Ayoade
- Tirannosauro (Tyrannosaur), regia di Paddy Considine

 Miglior attore 
- Gary Oldman — La talpa (Tinker Tailor Soldier Spy)
- Daniel Craig — Millennium - Uomini che odiano le donne (The Girl with the Dragon Tattoo)
- Ryan Gosling — Drive
- Daniel Radcliffe — Harry Potter e i Doni della Morte - Parte 2 (Harry Potter and the Deathly Hallows - Part 2)
- Andy Serkis — L'alba del pianeta delle scimmie (Rise of the Planet of the Apes)

 Miglior attrice 
- Olivia Colman - Tirannosauro (Tyrannosaur)
- Rooney Mara - Millennium - Uomini che odiano le donne (The Girl with the Dragon Tattoo)
- Carey Mulligan - Drive
- Meryl Streep - The Iron Lady
- Michelle Williams - Marilyn (My Week with Marilyn)

 Miglior regista 
- David Yates – Harry Potter e i Doni della Morte - Parte 2 (Harry Potter and the Deathly Hallows - Part 2)
- Tomas Alfredson – La talpa (Tinker Tailor Soldier Spy)
- Nicolas Winding Refn – Drive
- Steven Spielberg – War Horse
- Rupert Wyatt – L'alba del pianeta delle scimmie (Rise of the Planet of the Apes)

 Miglior debutto maschile 
- Tom Hiddleston – Thor
- John Boyega – Attack the Block - Invasione aliena  (Attack the Block)
- Asa Butterfield – Hugo Cabret (Hugo)
- Sam Claflin – Pirati dei Caraibi - Oltre i confini del mare (Pirates of the Caribbean: On Stranger Tides)
- Jeremy Irvine – War Horse
- Craig Roberts – Submarine

 Miglior debutto femminile 
- Felicity Jones – Like Crazy
- Celine Buckens – War Horse
- Elle Fanning – Super 8
- Laura Haddock – Finalmente maggiorenni (The Inbetweeners Movie)
- Hailee Steinfeld – Il Grinta (True Grit)
- Bonnie Wright – Harry Potter e i Doni della Morte - Parte 2 (Harry Potter and the Deathly Hallows - Part 2)

 Miglior thriller 
- La talpa (Tinker Tailor Soldier Spy), regia di Tomas Alfredson
- Drive, regia di Nicolas Winding Refn
- Hanna, regia di Joe Wright
- Millennium - Uomini che odiano le donne (The Girl with the Dragon Tattoo), regia di David Fincher
- Sherlock Holmes - Gioco di ombre (Sherlock Holmes: A Game of Shadows), regia di Guy Ritchie

 Miglior horror 
- Kill List, regia di Ben Wheatley
- Attack the Block - Invasione aliena (Attack the Block), regia di Joe Cornish
- Insidious, regia di James Wan
- Paranormal Activity 3, regia di Ariel Schulman e Henry Joost
- Troll Hunter, regia di André Øvredal

 Miglior sci-fi/fantasy 
- Thor, regia di Kenneth Branagh
- Captain America - Il primo Vendicatore (Captain America: The First Avenger), regia di Joe Johnston
- L'alba del pianeta delle scimmie  (Rise of the Planet of the Apes), regia di Rupert Wyatt
- Super 8, regia di J. J. Abrams
- X-Men - L'inizio (X-Men: First Class), regia di Matthew Vaughn

 Miglior commedia 
- Finalmente maggiorenni (The Inbetweeners Movie), regia di Ben Palmer
- Attack the Block - Invasione aliena (Attack the Block), regia di Joe Cornish
- Crazy, Stupid, Love, regia di Glenn Ficarra e John Requa
- Le amiche della sposa (Bridesmaids), regia di Paul Feig
- Midnight in Paris, regia di Woody Allen

 Miglior uso del 3D 
- Le avventure di Tintin - Il segreto dell'Unicorno a Peter Jackson, Steven Spielberg e Kethleen Kennedy
- Harry Potter e i Doni della Morte - Parte 2 a David Barron, David Heyman e J. K. Rowling
- Hugo Cabret a Martin Scorsese, Johnny Depp, Tim Headington e Graham King
- Thor a Kevin Feige
- Transformers 3 a Steven Spielberg, Michael Bay e Lorenzo di Bonaventura

 Fatto in 60 secondi 
I premi speciali vengono assegnati da una giuria di esperti. In particolare il premio Done in 60 seconds è stato assegnato da una giuria che nella 17ª edizione comprendeva il pluripremiato attore e comico britannico Chris O'Dowd, il presentatore Alex Zane, il regista Gareth Edwards e l'editore dell'Empire Mark Dinning.
- Il cigno nero a Indira Suleimenova

## Premi onorari
- Empire Hero Award: Michael Fassbender [1]
- Inspiration Award: Ron Howard [1]
- Icon Award: Tim Burton [1]

## Statistiche vittorie/candidature
- 3/5 - La talpa
- 2/5 - Harry Potter e i Doni della Morte - Parte 2
- 2/3 - Thor
- 1/3 - Finalmente maggiorenni
- 1/2 - Tirannosauro
- 1/1 - Kill List
- 1/1 - Le avventure di Tintin - Il segreto dell'Unicorno
- 1/1 - Like Crazy
- 0/5 - Drive
- 0/4 - Attack the Block
- 0/4 - L'alba del pianeta delle scimmie
- 0/4 - Millennium - Uomini che odiano le donne
- 0/3 - War Horse
- 0/2 - Hugo Cabret
- 0/2 - Submarine
- 0/2 - Super 8
- 0/1 - Captain America - Il primo Vendicatore
- 0/1 - Crazy, Stupid, Love
- 0/1 - Hanna
- 0/1 - Il Grinta
- 0/1 - Insidious
- 0/1 - Le amiche della sposa
- 0/1 - Midnight in Paris
- 0/1 - My Week with Marilyn
- 0/1 - Paranormal Activity 3
- 0/1 - Pirati dei Caraibi - Oltre i confini del mare
- 0/1 - Sherlock Holmes - Gioco di ombre
- 0/1 - The Iron Lady
- 0/1 - Transformers 3
- 0/1 - Troll Hunter
- 0/1 - X-Men - L'inizio